# Couvent des Dames Blanches (La Rochelle)
Le couvent des Dames Blanches est un couvent située à La Rochelle, dans le département français de la Charente-Maritime en région Nouvelle-Aquitaine.

## Historique
En 1715, les sœurs de Notre-Dame de la Charité du Refuge (dites Dames Blanches), appelées par Mgr Étienne de Champflour, installent leur couvent dans la Villeneuve, à l'angle des rues Saint-Louis et des Trois-Marteaux. Leur activité est de s'occuper des prostituées repenties.
Sous la Révolution, les bâtiments sont réquisitionnés et deviennent une prison et un dépôt de mendicité, puis un hôpital de la maternité,. 
En 1810, le couvent est reconstitué dans une partie de l'ancien monastère des Récollets (dont l'église est aujourd'hui le temple protestant de La Rochelle). 
En 1878, les sœurs font construire l'actuelle chapelle sur le quai Maubec.
Le couvent est inscrit au titre des monuments historiques par arrêté du 5 août 1980.

## Galerie

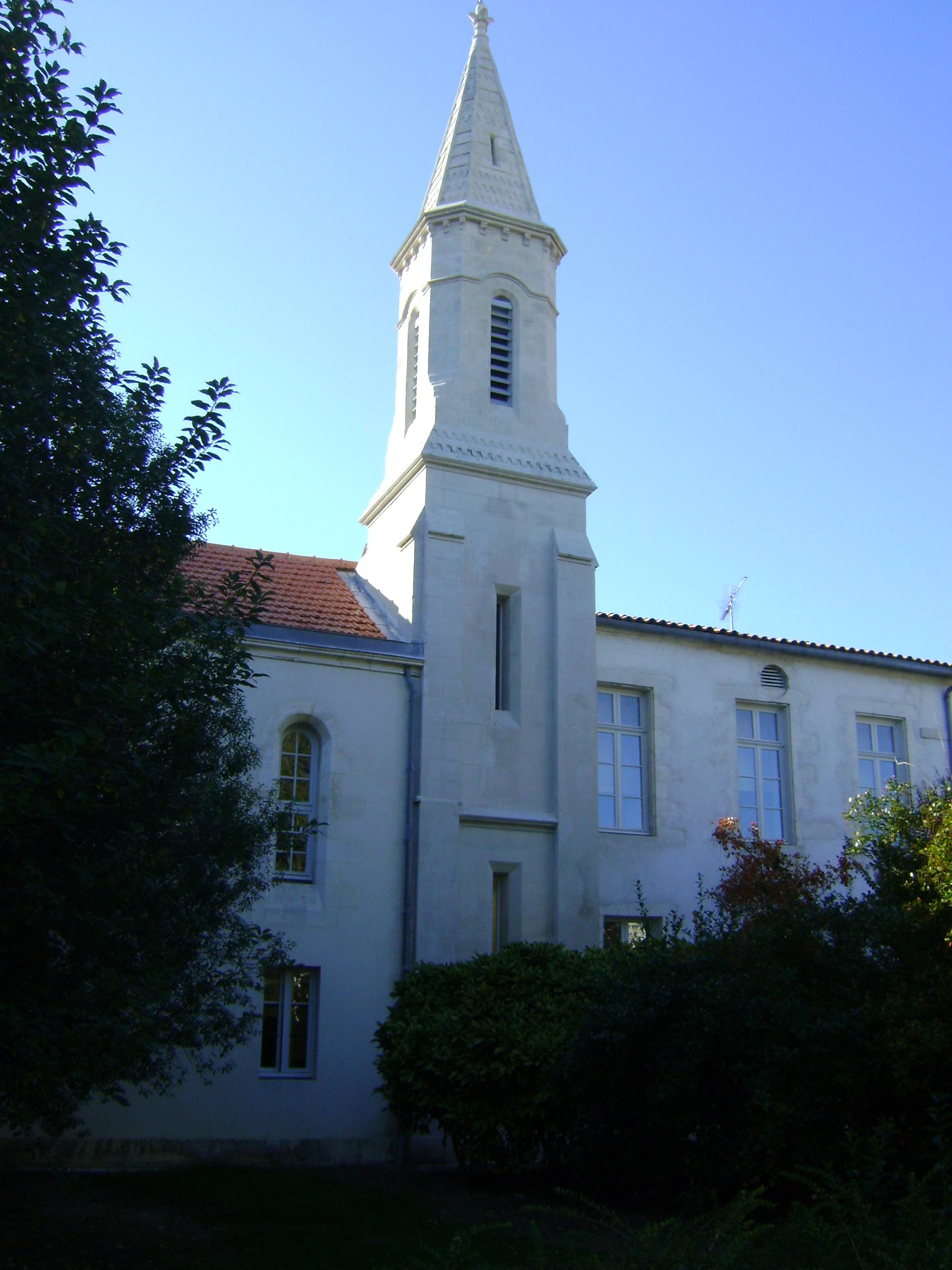
Clocher.
Cloître des Dames Blanches, anciennement des Récollets.
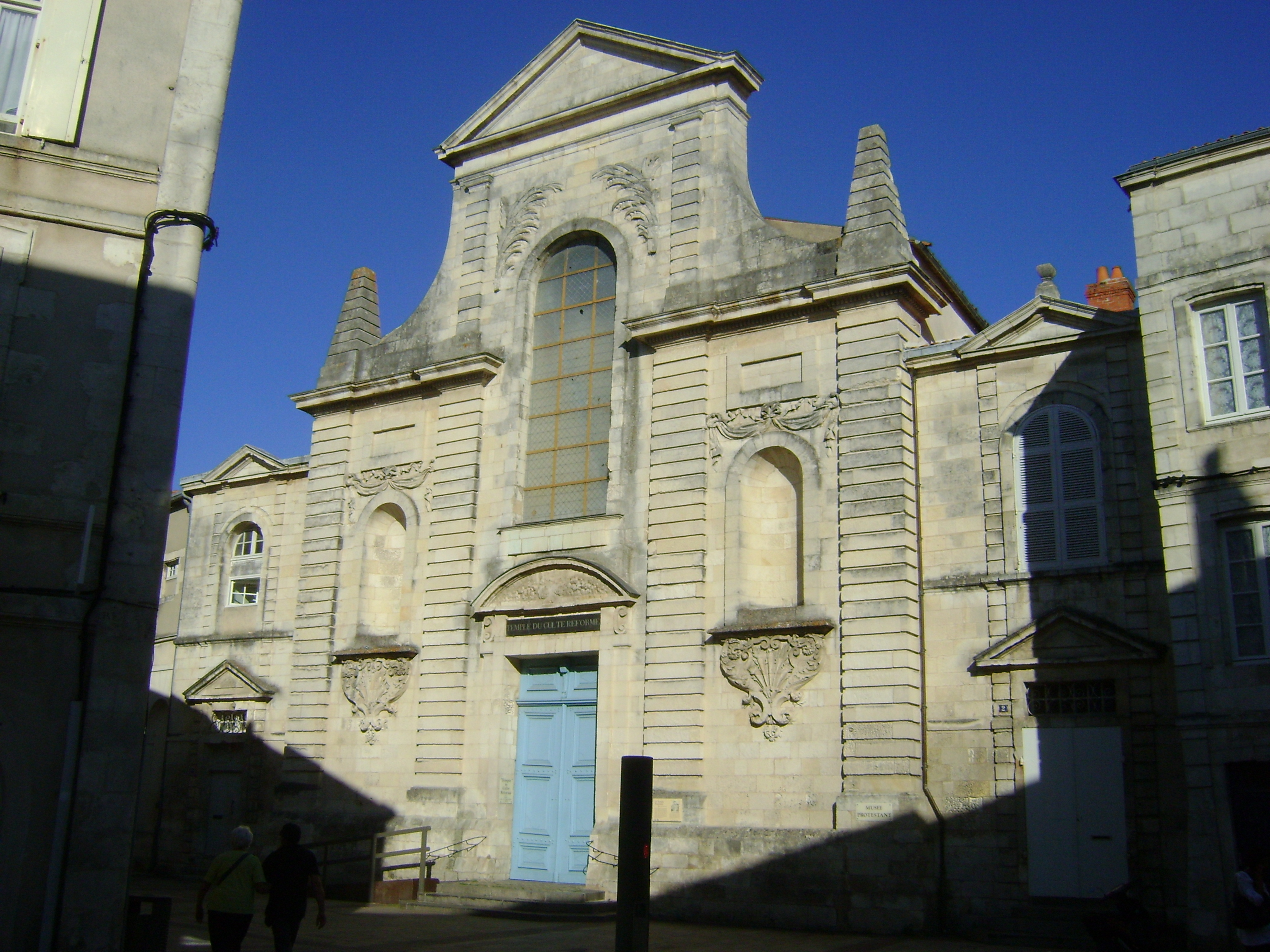
Ancienne église des Récollets, aujourd'hui temple protestant.